# Гагаля
Гагаля е бивше село в Североизточна България, обединено със с. Липник през 1955 г. под името Николово.

## География
Гагаля е източната махала на село Николово.

## История
При избухването на Балканската война в 1912 година един човек от Гагаля е доброволец в Македоно-одринското опълчение.
През 1955 година селото заедно със съседното Липник образува село Николово.

## Личности
Родени в Гагаля
- Райко Попанастасов (1894 – ?), македоно-одрински опълченец, 3 рота на 9 велешка дружина[3]
- Никола Попов (1907-1953)
- Кирил Чолаков (1897 – 1963), български психиатър